# Yufu, Ōita
Yufu (由布市 Yufu-shi) là một thành phố thuộc tỉnh Ōita, Nhật Bản. Thành phố được thành lập ngày 01 tháng 10 năm 2005 sau khi sáp nhập các thị trấn Hasama, Shōnai và Yufuin.
Đến ngày 01 tháng 10 năm 2007, dân số thành phố là 35.338  người trên diện tích 319,16 km², mật độ 111 người/ km².